# Noi

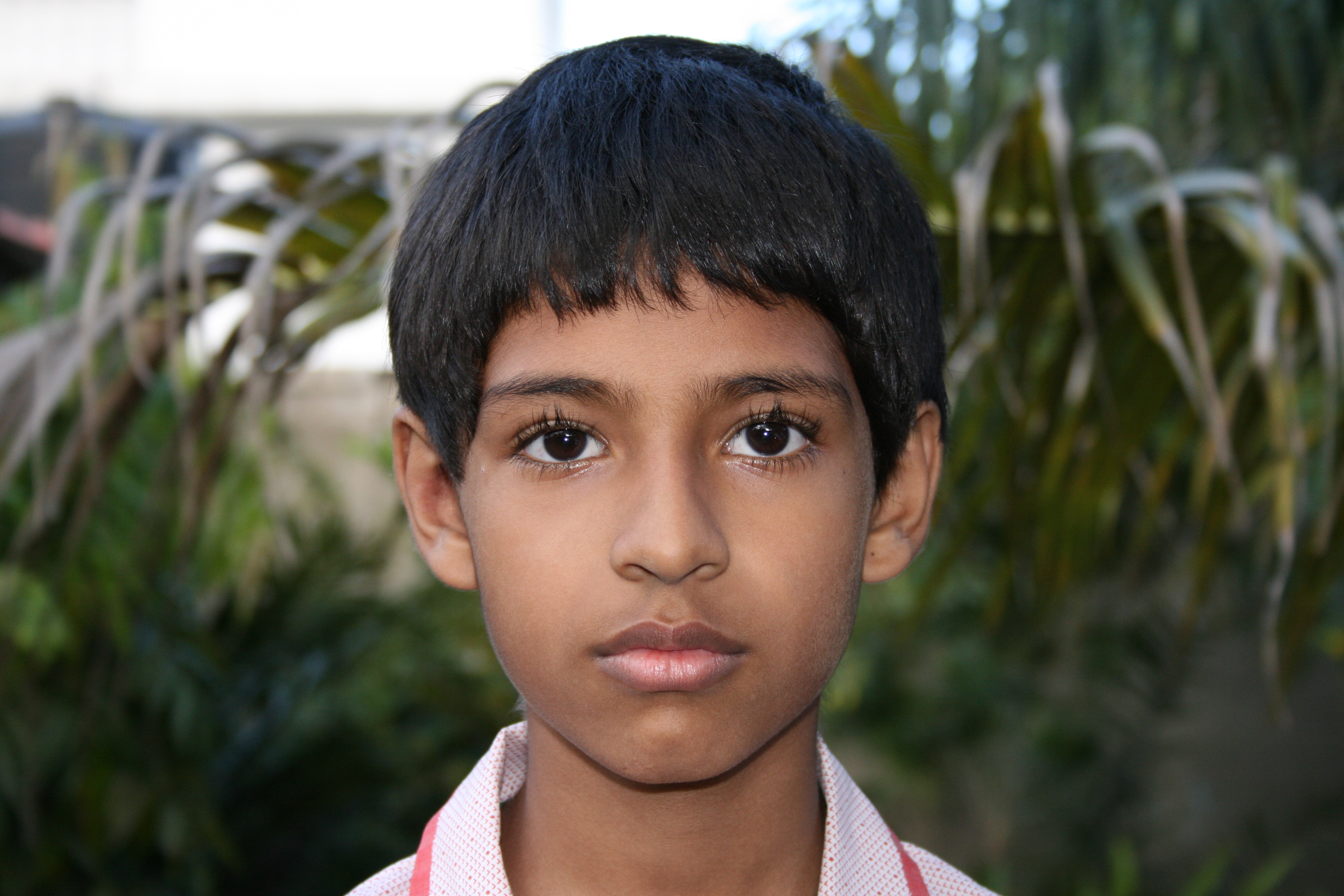
Un noi de Dar es Salaam

Un noi (oriental central), al·lot (balear), xic, xiquet (occidental), minyó (septentrional) o fadrí (en desús) és un ésser humà mascle jove o adolescent, normalment més gran que un nen. Quan esdevé un adult, és descrit com a home. La diferència més aparent entre un noi típic i una noia típica són els òrgans sexuals. Tanmateix, alguns nois intersexuals amb genitals ambigus i nois trangènere genèticament femenins també es poden classificar o autoidentificar com a nois.
El terme de noi és utilitzat principalment per indicar distincions de sexe biològic, distincions de funció de gènere culturals o ambdós casos. En el cas de les distincions de funció de gènere culturals, s'aplica amb més freqüència als homes adults per considerar-los d'alguna manera immadurs o inferiors, en una posició associada amb els aspectes de la infància, o fins i tot sense aquesta connotació com a sinònim d'una edat indiscriminada. El terme es pot unir amb diverses paraules per formar aquestes etiquetes relacionades amb el gènere com a paraules compostes.
La paraula noi pot utilitzar-se per adreçar-se a un amic.
Les versions femenines són noia, al·lota, xica, xiqueta, minyona i fadrina.

## Sumeris
Els infants sumeris tenien algunes joguines i practicaven alguns jocs. Una tauleta d’argila procedent de Nippur, de fa uns 2000 anys, explica la vida a l’escola d’un noi sumeri. Les batusses de mestre per no saber la lliçó i els precs als pares incitant-los a obsequiar el mestre per tal de suavitzar els càstigs al noi.

## Antiga Grècia
Hi ha obres, antigues o actuals, que parlen de l’educació a la Grècia clàssica.
Efeb o efebus (en grec antic ἔφηβος) era el nom que s'aplicava als joves atenencs quan arribaven a l'edat de 18 anys i durava fins als 20 anys en què esdevenien homes i eren admesos en tots els drets i deures dels ciutadans excepte aquells que per llei no es podien exercir fins a edat més avançada.

## Antiga Roma
L’escola començava als set anys. Noies i nois anaven plegats. L’escola pública no era obligatòria però l’assistència era general. Els preus eren moderats. El sistema imitava el model grec. De fet molts mestres, lliures i esclaus, eren grecs.
La pubertat anava determinada per la maduresa sexual. Un "puber" tenia capacitat reproductora.
| «                                            | Inter Pueritiam et pubertatem. Pueritia est tenera et parva ætas, a puritate ita vocata ; Pubertas autem ætas adulta est quæ jam gignere potest ; dicta pube, id est a pudendis corporis, quod hæc loca tunc primum lanuginem inducunt [ L., induunt]. Pueritia autem a septimo anno, pubertas a quarto decimo incipit. | » |
| — Opera omnia: sive bibliotheca universalis. | |   |

## Jueus a Israel i arreu del món
L’educació dels jueus al llarg del temps és un tema difícil de resumir.
El Bar Mitsvà (en hebreu: בר מצווה) és un ritual iniciàtic pel qual l'infant jueu arriba a la seva majoria d'edat religiosa, en principi als tretze anys. El seu rol social és similar al que té la primera comunió per als fidels catòlics.

## Marina medieval i renaixentista
Per necessitats i tradicions de l’ofici de navegar, els adolescents (gairebé nens) tingueren un paper essencial en els vaixells medievals. Un bon resum d'aquella vida es pot consultar al tractat de navegació de Benedetto Cotrugli.
| « | Li dicti marinari vogliono essere criati nel misteri da piccoli, et prima sonno tabachi2 ad modo de Genoesi, o vero fedrini ad modo de Catalogna, o vero fanti modo Venetiano, et questi hanno l’officio de scopare la coperta, servire ad marinari, ad mercanti et ad vivati. Poi como sono de più etate, de xviii in xx anni, se chiamano fanti, et loro officio è vogare la barcha, et aprire la mecana, et andare per le sarthie, et advotare la sentina, cacciare l’ancora, et simili exercitii. Poi quando lo fante diventa dextro et impara la carta, et sa ben gubernare lo temone et fare quello deve fare uno bono marinaro, e’ lo fanno marinaro con questo ordine: ...// Els esmentats mariners han de començar l’ofici des de ben joves. Primerament són anomenats «tabachi», a la manera genovesa; «fadrins» a la manera catalana o «fanti» a la manera veneciana. (Aquests fadrins) tenen l’ofici d’escurar la coberta, servir els mariners, els mercaders i els passatgers. Quan són més grans -de divuit o vint anys – s’anomenen «fanti» i el seu ofici és vogar a la barca, obrir la «mecana», anar per l’eixàrcia, esgotar la sentina, moure l’àncora i exercicis similars. Posteriorment , quan el «fante» coneix bé la carta marina, governa bé el timó i fa el que ha de saber fer un bon mariner, el declaren mariner amb aquest ritual:... | » |
| — Il trattato De navigatione di Benedetto Cotrugli (1464–1465). Edizione commentata del MS. Schoenberg 473 con il testo del MS. 557 di Yale. Piero Falchetta. | |   |